# Huldufólk

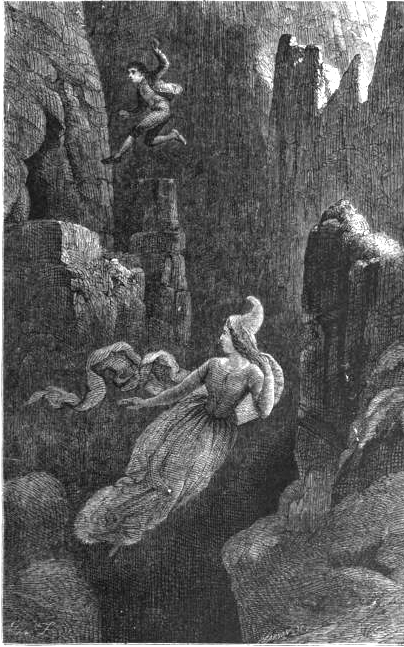
Gravura de um homem pulando atrás de uma elfa em um precipício

Huldufólk ou Povo Oculto (de huldu- “pertencente ao segredo” e fólk “povo”) são os Elfos no folclore da Islândia e das Ilhas Féroe. Projetos de construção na Islândia são alterados ocasionalmente para prevenir que as rochas onde acredita-se que eles vivam sejam danificadas. De acordo com essas crenças populares islandesas não se deve jogar pedras devido a possibilidade de atingir o Povo Oculto.
O presidente Ólafur Ragnar Grímsson explicou a existência das lendas do Povo Oculto dizendo: “Islandeses são poucos em número, então nos velhos tempos nós dobramos nossa população com lendas de elfos e fadas".
Eles também são parte do folclore das Ilhas Féroe. Nas lendas do povo Féroe, dizem que o Povo Oculto é “corpulento, de roupas todas cinzentas e cabelos pretos”. Também odeiam cruzes, igrejas e eletricidade.

## Terminologia
O termo Huldufólk foi tomado como sinônimo de álfar (elfo) no folclore islandês do século XIX. Jón Árnason constatou que os termos eram sinônimos, exceto que álfar é um termo pejorativo. Konrad Von Maurer alega que huldufólk tem origem como eufemismo para evitar chamar os álfar por seu nome real.
Existe, entretanto, alguma evidência de que os dois termos vieram a ser tomados como se referindo a duas formas distintas de seres sobrenaturais na Islândia contemporânea. Katrin Sontag constatou que algumas pessoas não diferenciam os elfos do Povo Oculto, enquanto outros diferenciam. Uma pesquisa feita por Erlendur Haraldsson em 2006 obteve que “54% dos entrevistados não distinguem entre Elfos e Povo Oculto, 20% distingue e 26% disse que não tinha certeza”.

## Origens
Terry Gunnell escreve: “crenças diferentes podem ter existido lado a lado em uma Islândia multiculturalmente organizada antes de se misturarem gradualmente nos álfar e Huldufólk islandeses dos dias atuais”. Ele também escreve: “Os Huldufólk e álfar sem dúvida surgiram da mesma necessidade. Os colonos nórdicos tinham os álfar, os escravos irlandeses tinham as fadas das colinas ou o Povo Bom. Com o tempo, tornaram-se dois seres diferentes, mas na realidade são dois conjuntos diferentes de folclore que significam a mesma coisa”.
De acordo com uma lenda popular, as origens do Povo Oculto podem ser traçadas até Adão e Eva. Eva escondeu seus filhos impuros de Deus e mentiu sobre sua existência. Deus, então, declarou: “O que o homem esconde de Deus, Deus esconderá do homem”. Outras lendas populares reivindicam que os Huldufólk se originaram de Lilith, ou são anjos caídos, condenados a viver entre o céu e o inferno.
Precursores dos Elfos/Povo Oculto podem ser encontrados nos escritos de Snorri Sturluson e nos versos dos Escaldos. Elfos são também mencionados na Edda poética e aparentemente são ligados à fertilidade.
A oposição oficial a dançar pode ter começado na Islândia no começo do século XII, e a associação de dançar com os elfos pode ser vista no começo do século XV. Uma lenda popular mostra os Elfos cercando pessoas comuns e tomando vingança de um xerife que baniu as festas dançantes. Aðalheiður Guðmundsdóttir conclui que essas lendas “mostram que os islandeses sentiam falta de dançar”.
No século XIII e XIV, livros do continente europeu alcançaram a Islândia e podem ter influenciado os contos populares sobre Elfos. Einar Ólafur Sveinsson escreve: “Cerca de 1600 fontes para o Povo Oculto se tornaram tão volumosas que nós podemos prontamente definir as crenças e lendas sobre eles, e também existem diversas fontes sobre eles bem no século XX”. De acordo com Árni Björnsson, a crença no Povo Oculto cresceu durante os séculos XVII e XVIII quando a Islândia enfrentava tempos difíceis.

## Feriados
Existem quatro feriados islandeses em que se considera ter uma conexão especial com o Povo Oculto: Ano Novo, Décima terceira noite (6 de janeiro), Noite de Verão e Noite de Natal. Fogueiras élficas (álfabrennur) são parte comum das festividades do feriado da Décima Terceira Noite (6 de janeiro). Existem muitas lendas populares islandesas sobre Elfos e o Povo Oculto invadindo casas de fazenda islandesas durante o natal e realizando festas selvagens. É costumeiro na Islândia limpar a casa antes do Natal e deixar comida para o Povo Oculto no Natal. Na noite de ano novo acredita-se que os Elfos se mudam para lugares novos e os islandeses deixam velas para ajudá-los a encontrar o caminho. Na Noite de Verão o folclore estabelece que, se você se sentar em uma encruzilhada, Elfos tentarão te seduzir com comida e presentes; Há consequências graves por ser seduzido por essas ofertas, mas há grandes recompensas por resistir.

## Folclore islandês
Diversos estudiosos (citados abaixo) comentam as conexões entre o Povo Oculto e o ambiente natural islandês. B. S. Benediks, em sua discussão no Agrupamento de Lendas Populares sobre Elfos, Criaturas Aquáticas e Trolls de Jón Árnason, escreve:
“A razão é, naturalmente, perfeitamente clara. Quando a vida de alguém está condicionada pela paisagem dominada por rochas torcidas pela ação vulcânica, vento e água em formas ferozes e alarmantes... a imaginação se prende nestes fenômenos naturais”.
Ólina Thorvarðardóttir escreve: “Contos orais sobre elfos islandeses e trolls sem dúvida serviram como fábulas preventivas. Preveniram muitas crianças de vagar e sair das habitações humanas, nos ensinaram a história topográfica da Islândia e nos instigaram medo e respeito pelos severos poderes da natureza”.
Michael Strmiska escreve: “Os Hudufólk são... não são tão sobrenaturais quanto ultranaturais, representando não a superação da natureza na esperança de um acordo melhor com o além, mas uma profunda reverência pela terra e os poderes misteriosos que são capazes de causar fertilidade ou escassez."
Pálsdóttir afirma que em uma paisagem cheia de terremotos, avalanches e vulcões “não é de se impressionar que o povo nativo tenha atribuído alguma vida secreta à paisagem. Deve ter havido algum poder não visto por trás de tal imprevisibilidade, tal crueldade”.
Alan Boucher escreve: “Assim a ambivalência da atitude do islandês acerca da natureza, o inimigo e o provedor, é claramente expressa nessas histórias, que preservam uma boa ideia de crença popular – e em alguns casos provavelmente pré-cristã.”
Robert Anderson escreve que o sincretismo “é ativo na Islândia onde o conhecimento Cristão, Espírita e Élfico Islandês sincretizaram em ao menos um par de instâncias.”
Terry Gunnell nota que lendas huldufólk registradas nos séculos XVIII e XIX mostraram que eles são “imagens quase espelhadas daqueles humanos que contaram histórias sobre si – exceto que eram bonitos, poderosos, sedutores e livres de cuidado, enquanto os islandeses estavam constantemente famintos e lutando por suas vidas. O Povo Oculto parece em muitos aspectos representar os sonhos islandeses de uma existência mais perfeita e feliz.”
O antropólogo Jón Haukur Ingimundarson afirma que as lendas huldufólk contadas pelas mulheres islandesas do século XIX eram um reflexo de como somente 47% das mulheres eram casadas, e “irmãs recorrentemente se encontravam relegadas a funções muito diferentes e a níveis de status  diferentes na sociedade. A vasta maioria das garotas islandesas era obrigada a cumprir um papel de suporte nas atividades domiciliares.” Ele continua dizendo que estas histórias justificam as diferenças de papel e status entre irmãs e “incute em jovens garotas o ditado estoico de nunca se desesperar, que era a prevenção psicológica de que muitas precisariam quando se encontrassem reduzidas em status e negadas da realização apropriada de sua sexualidade no casamento, tendo assim por vezes que depender do infanticídio para dar conta dos efeitos indesejados e insuportáveis de suas ocasionais aventuras amorosas, um elemento retratado nas histórias huldufólk.”
Anna Pietrzkiewicz argumenta que os huldufólk simbolizam uma identidade e sociedade islandesa idealizada, o elemento chave pelo qual vemos “o passado como uma fonte de orgulho e a natureza como única e pura.”
O Povo Oculto geralmente aparece nos sonhos dos islandeses. Eles geralmente são descritos usando roupas islandesas do século XIX e usando verde.

## Turismo
Em Reykjavík há uma escola chamada Icelandic Elf School (Álfaskólinn em islandês, Escola Élfica Islandesa, em tradução livre), que organiza excursões educacionais de cinco horas de duração para visitantes.
A cidade de Hafnarfjörður oferece a Hidden Worlds Tour, uma caminhada guiada de cerca de 90 minutos. Inclui um passeio pelo parque Hellisgerdi , onde os caminhos curvam-se por um campo de lava com árvores altas e árvores de bonsai em vasos. É dito que é povoado pela maior colônia élfica da cidade.
Stokkseyri tem o Museu de Maravilhas Islandesas, onde “os convidados do museu vão caminhar por um mundo de elfos e do povo oculto islandês, tendo um vislumbre de sua vida.”

## Construção de estradas interrompida

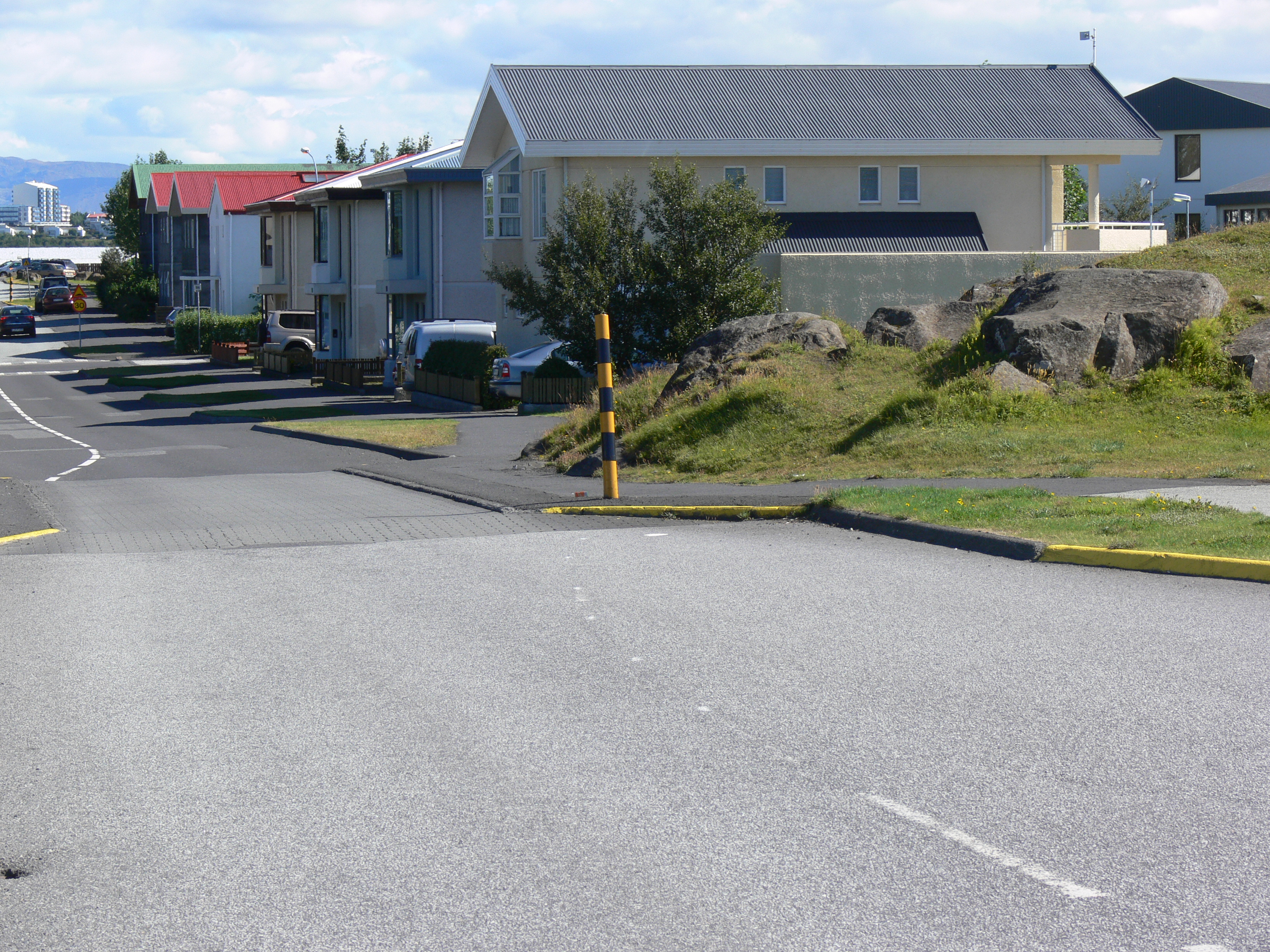
Álfhóll em Kópavogur. As ruas são estreitas, pois acredita-se que os elfos moram aqui.

Álfhóll (A colina dos Elfos) é o lar de elfos mais famoso em Kópavogur, e Álfhólsvegur (Estrada da colina dos elfos) foi nomeada em sua homenagem. No final dos anos 1930 começou a construção de estradas em Álfhólsvegur, que deveria passar por Álfhóll, o que significada que Álfhóll teria de ser demolida. Nada parecia ir bem e a construção foi interrompida devido problemas financeiros. Uma década depois a construção da estrada em Álfhóll seria continuada, mas quando as máquinas voltaram a trabalhar, começaram a quebrar e as ferramentas foram danificadas e perdidas. A estrada permaneceu encaminhada em volta da colina, não através dela como planejado inicialmente. No final dos anos 1980 era para a estrada ser levantada e pavimentada. A construção saiu como planejada até chegar a hora de demolir parte de Álfholl. Uma furadeira de rochas foi usada, mas quebrou. Outra furadeira foi buscada, mas se quebrou também. Depois de as duas brocas serem quebradas em pedaços, os trabalhadores negaram chegar perto da colina com quaisquer ferramentas. Agora Álfhóll é protegida pela cidade como herança cultural, e permanece bem como era antes da última Era do Gelo.
Kópavogur permaneceu um dos mais proeminentes locais de histórias sobre os elfos interrompendo a construção de estradas e foi matéria para o filme Summerland, de 2010, que representa a rocha Grásteinn de Kópavogur como uma casa élfica.
Em 2013, a proposta de construção de uma estrada da península de Álftanes ao subúrbio Garðabær de Reykjavík realizada pela Comissão Islandesa de Costas e Estradas foi detida por apoiadores dos elfos e grupos de ambientalistas protestaram, dizendo que a estrada destruiria o habitat dos elfos e as crenças da cultura local.
Um dos comentaristas públicos sobre projetos de construção e elfos mais famosos é a vidente autoproclamada e especialista Erla Stefánsdóttir.

## Outros incidentes
Em 1982, 150 islandeses foram à base da OTAN em Keflavík em defesa de “elfos que poderiam ser colocados em perigo pelos jatos Phantom americanos e aviões de reconhecimento do AWACS.”
Em 2004, a empresa Alcoa precisou de um certificado governamental especial para que seu local de construção fosse considerado livre de sítios arqueológicos, incluindo aqueles relacionados ao folclore huldufólk, antes de poderem construir uma forja de alumínio na Islândia.
Em 2011 acreditou-se que elfos/huldufólk foram responsáveis por um incidente em Bolungarvík, onde desmoronaram rochas sobre ruas residenciais.

## Locais mais importantes

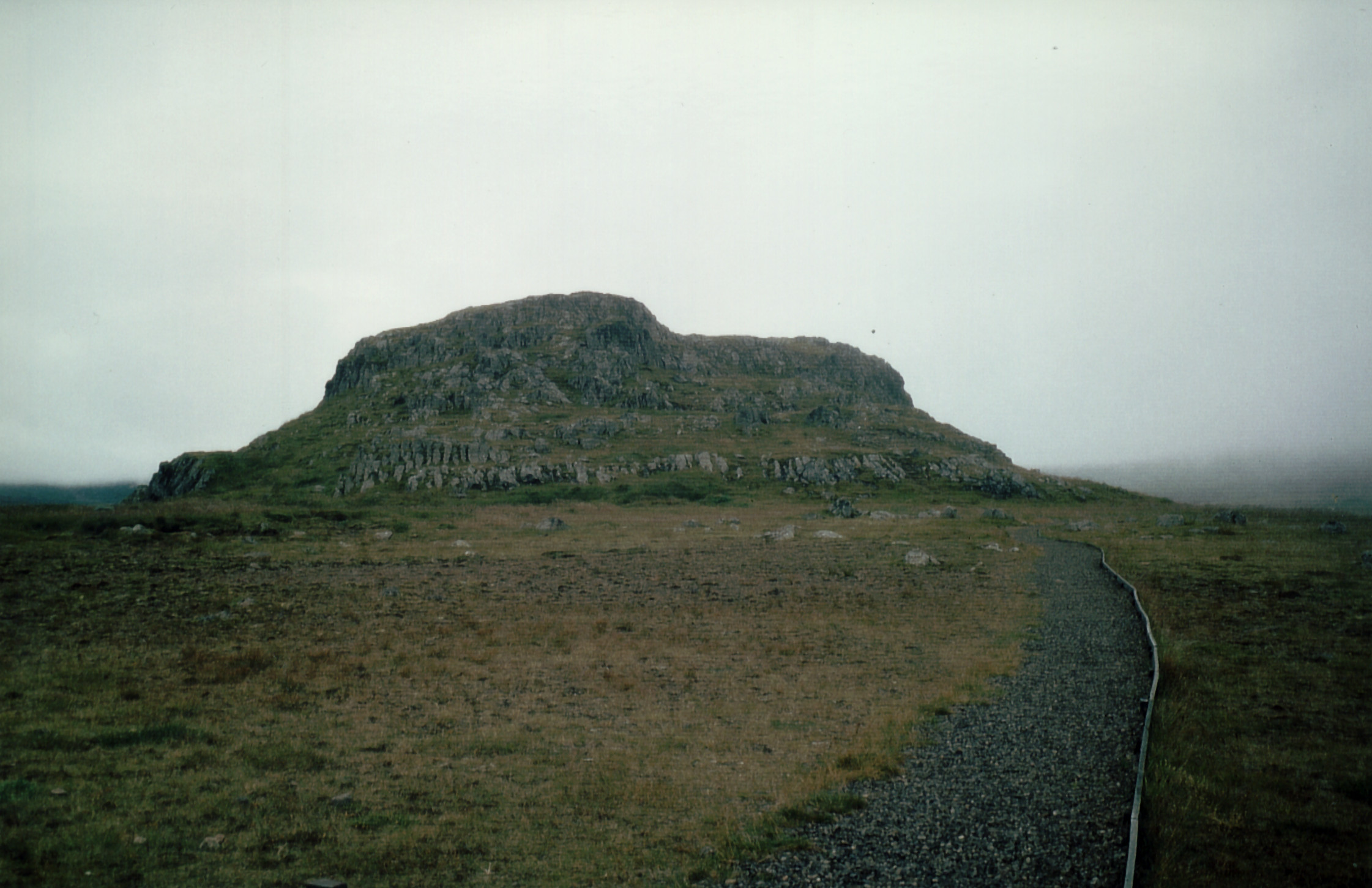
Álfaborg, Islândia

- Huldhóll (Monte dos duendes), um outeiro de aproximadamente 60 metros a oeste de Kirkjuhóll (64° 11′ 17,52″ N, 21° 38′ 31,38″ O)
- As áreas de Hafnarfjörður incluem:
  - Parque de Lava Hellisgerði ( 64° 04′ 17″ N, 21° 57′ 30″ O )
  - Penhascos Hamarinn  ( 64° 03′ 57,81″ N, 21° 56′ 59,06″ O )
  - Piscina próxima a Sundhöll Hafnarfjardar ( 64° 04′ 22,02″ N, 21° 58′ 07,62″ O )
  - Penhasco Setbergshamar ( 64° 04′ 16,08″ N, 21° 55′ 57,96″ O )
- Ásbyrgi ( 66° 00′ 52″ N, 16° 30′ 12″ O )
- Lambi
- Álfhólsvegur (Estrada da colina dos elfos), uma rua em Kópavogur ( 64° 06′ 40,62″ N, 21° 52′ 12,66″ O )
- Álfaborg em Borgarfjörður Eystri  ( 65° 31′ 19,57″ N, 13° 48′ 27,76″ O )
- Búõarbrekkur em Brimnes ( 65° 57′ 08,7″ N, 19° 28′ 54,78″ O )
- Grundarfjörõur
- Stapafell ( 64° 46′ 23,7″ N, 23° 39′ 28,2″ O )
- Tungustapi ( 65° 15′ 18,66″ N, 21° 48′ 23,64″ O )
- Svalþúfa  ( 64° 44′ 10,62″ N, 23° 46′ 59,28″ O )
- Skuggahlíðarbjarg ( 65° 06′ 19,2″ N, 13° 49′ 28,74″ O )
- Grímsey ( 66° 32′ 39,92″ N, 18° 00′ 16,74″ O )
- Um sótão da Gimli Public School 1915 no Novo Museu da Herança Islandesa, Gimli, Manitoba ( 50° 38′ 03,01″ N, 96° 59′ 14,75″ O )